# Pomone (Maillol)
Pour les articles homonymes, voir Pomone (homonymie).
Pomone est une œuvre du sculpteur français Aristide Maillol. Il s'agit d'une sculpture en bronze. Créée en 1910, elle est installée à Paris, en France.

## Description
L'œuvre est une statue en bronze. Elle représente Pomone nue, dans une posture de contrapposto en appui sur la jambe gauche, présentant un fruit dans chaque main, les cheveux relevés, comme certaines femmes le faisaient dans les années 1900. 

## Localisation
La sculpture est installée depuis 1964 dans le jardin du Carrousel aux Tuileries, dans le 1er arrondissement de Paris. Elle fait partie d'un ensemble de statues de Maillol exposées en plein air.

## Artiste
Aristide Maillol (1861-1944) est un sculpteur français. À partir de 1907, il a réalisé plusieurs Pomone, dans des attitudes différents (Pomone drapée, etc).
L'une des versions, habillée à l'antique et présentant une banderole, constitue la statue du monument aux morts d'Elne, dans les Pyrénées-Orientales.